# WampServer
WampServer – darmowy pakiet typu WAMP, umożliwiający instalację, uruchamianie oraz obsługę w systemie MS Windows serwera WWW opartego na serwerze Apache, interpretera skryptów PHP oraz serwera baz danych MySQL.

## Opis
WampServer 2 (do listopada 2007 nazywany WAMP5) jest projektem opartym na licencji GPL. Jego głównym twórcą jest Francuz Romain Bourdon, wspierany przez społeczność portalu phpteam.net.
WampServer 2 rozprowadzany jest w postaci instalatora stworzonego przy pomocy oprogramowania INNO Setup.
W jego skład w wersji 2.2a z 26 września 2011 wchodzą:
- Serwer WWW Apache w wersji 2.2.26
- Interpreter PHP w wersji 5.3.8
- Serwer baz danych MySQL w wersji 5.5.16
- Oprogramowanie pozwalające na konfigurację i zarządzanie komponentami pakietu
- Skrypt PhpMyAdmin w wersji 3.2.01 służący zarządzaniu bazami danych MySQL

Całość zajmuje 24 MB
Dodatkowo możliwe jest doinstalowanie pakietów ze starszymi wersjami Apache, MySQL i PHP (jak również wersji testowych, np. PHP6 i MySQL 6.0).